# Afrikaspiele 2015/Badminton
Badminton wurde bei den Afrikaspielen 2015 vom 6. bis 12. September 2015 in Brazzaville gespielt.

## Medaillengewinner
| Disziplin    | Gold                           | Silber                                   | Bronze                            |
| ------------ | ------------------------------ | ---------------------------------------- | --------------------------------- |
| Herreneinzel | Jacob Maliekal                 | Prakash Vijayanath                       | Edwin Ekiring                     |
| Herreneinzel | Jacob Maliekal                 | Prakash Vijayanath                       | Clement Krobakpo                  |
| Dameneinzel  | Kate Foo Kune                  | Grace Gabriel                            | Nicki Chan-Lam                    |
| Dameneinzel  | Kate Foo Kune                  | Grace Gabriel                            | Hadia Hosny                       |
| Herrendoppel | Andries Malan Willem Viljoen   | Ali Ahmed El Khateeb Abdelrahman Kashkal | Jinkan Ifraimu Ola Fagbemi        |
| Herrendoppel | Andries Malan Willem Viljoen   | Ali Ahmed El Khateeb Abdelrahman Kashkal | Joseph Abah Eneojo Victor Makanju |
| Damendoppel  | Juliette Ah-Wan Alisen Camille | Kate Foo Kune Yeldi Louison              | Mercy Joseph Lavina Martins       |
| Damendoppel  | Juliette Ah-Wan Alisen Camille | Kate Foo Kune Yeldi Louison              | Grace Gabriel Maria Braimoh       |
| Mixed        | Andries Malan Jennifer Fry     | Willem Viljoen Michelle Butler-Emmett    | Abdelrahman Kashkal Hadia Hosny   |
| Mixed        | Andries Malan Jennifer Fry     | Willem Viljoen Michelle Butler-Emmett    | Georgie Cupidon Juliette Ah-Wan   |
| Mannschaft   | Mauritius                      | Südafrika                                | Nigeria                           |
| Mannschaft   | Mauritius                      | Südafrika                                | Seychellen                        |